# Codename: Panzers – Faza druga
Codename: Panzers – Faza druga (ang. Codename: Panzers – Phase Two) – komputerowa RTS w realiach II wojny światowej, stworzona przez studio Stormregion i wydana w 2005 przez cdv Software Entertainment. Jest to kontynuacja gry Codename: Panzers – Faza pierwsza.
W przeciwieństwie do pierwszej części serii, która pokazywała bitwy i kampanie w bardzo odległych od siebie miejscach Europy, Faza druga koncentruje się na śródziemnomorskim teatrze działań wojennych. Gra zawiera trzy kampanie: niemiecko-włoską w Afryce Północnej, amerykańsko-brytyjską mającą miejsce także w Afryce oraz na Sycylii i we Włoszech kontynentalnych, jak również dodatkową jugosłowiańską kampanię partyzancką na Bałkanach, odblokowywaną dopiero po ukończeniu dwóch poprzednich.

## Fabuła

### Państwa Osi
Kampania włosko-niemiecka ma dwóch głównych bohaterów: znanego z części pierwszej niemieckiego pancerniaka Hansa von Gröbla oraz włoskiego oficera Dario de Angelisa. W pierwszej misji gracz kieruje niewielkim włoskim oddziałem zwiadowczym pod dowództwem de Angelisa, który zostaje wysłany za linię frontu nieopodal Sidi Barrani w Egipcie, gdzie miał zostać zestrzelony samolot, którym podróżował brat Daria, Sergio de Angelis, również oficer armii włoskiej, wysłany do Iraku w celu wywołania arabskiej rebelii przeciwko Brytyjczykom. Krótki rajd kończy się znalezieniem wraku samolotu, z którego Sergio zdążył wcześniej uciec przed poszukującymi go Brytyjczykami. W drugim etapie gracz kierując jednostkami niemieckimi oraz włoskimi dokonuje przełamania frontu pod Mersa Brega podczas operacji Sonnenblume. Następnie odpiera atakujących Brytyjczyków na przełęczy Halfaja w czasie operacji Brevity, gdzie miejscowy pasterz wielbłądów ofiarowuje Dario de Angelisowi zegarek należący do jego brata. W czwartej misji o tytule operacja Battleaxe gracz kieruje szybkimi włoskimi czołgami de Angelisa, które zwabiają aliancką kolumnę pancerną w zasadzkę przygotowaną przez niemieckie działa 88 mm pod komendą von Gröbla. Piąty etap pokazuje zdobycie przez Niemców alianckiego lotniska i oazy w Sidi Rezegh podczas operacji Crusader. W szóstej misji gracz dokonuje generalnego przełamania frontu w bitwie pod Gazalą, w czasie którego Dario de Angelis przez lornetkę jest świadkiem pojmania jego brata Sergio przez wrogich żołnierzy, w kolejnej zdobywa pustynny fort Bir Hakeim, a w ósmym i ostatnim etapie kampanii okrąża oraz bierze do niewoli alianckie wojska w Tel el Eisa w ramach I bitwy pod El Alamein. Tam pojmany zostaje m.in. jeden z przyszłych bohaterów kampanii alianckiej, również znany z pierwszej części gry brytyjski oficer James Barnes, którego alianckie dowództwo decyduje się wymienić za przetrzymywanego dotychczas w niewoli Sergio de Angelisa. Tak bracia się odnajdują.

### Alianci
Kampania aliancka rozpoczyna się w tym samym momencie, w którym zakończyła się kampania Osi, kiedy James Barnes wraca do swojej jednostki w czasie wymiany jeńców. W pierwszej misji gracz kieruje oddziałami Barnesa, które z trudem odpierają ataki wojsk niemiecko-włoskich, by finalnie przystąpić do kontrataku i przełamać front w II bitwie pod El Alamein. W następnym etapie Barnes przedostaje się do Tobruku, gdzie nawiązuje kontakt z Sergio de Angelisem, który widząc nieuchronność klęski państw Osi w Afryce, zdecydował się współpracować z brytyjskim wywiadem. Bogatszy o cenne informacje na temat położenia wojsk niemieckich w mieście, Barnes przełamuje obronę nieprzyjaciela i zdobywa Tobruk. Trzecia misja rozgrywa się w Tunezji, gdzie gracz poznaje drugiego głównego bohatera kampanii alianckiej, amerykańskiego oficera George'a Wilsona (także postać znana z części pierwszej). Oddziały Wilsona wytrwale bronią się przed Niemcami na przełęczy Kasserine. W czwartej misji dochodzi do spotkania czołówek wojsk brytyjskich i amerykańskich pod Tunisem dowodzonych przez Barnesa i Wilsona, gdzie bohaterowie podchodzą na przedmieścia miasta i ostrzeliwują kolejne kolumny wojsk nieprzyjaciela próbujące uciec z Afryki. W piątym etapie, opowiadającym o operacji Husky, spadochroniarze Barnesa lądują na Sycylii, ułatwiając swoimi działaniami za liniami wroga główny desant na plaży wojskom amerykańskim dowodzonym przez Wilsona. Okazuje się, że w rejonie stacjonują oddziały włoskie dowodzone przez braci de Angelis: Sergio wobec przewagi aliantów wycofuje swoich żołnierzy, podczas gdy Dario ginie trafiony odłamkiem pocisku artylerii okrętowej. Następnie Barnes i Wilson wspólnie zajmują pobliskie miasto. Szósta misja przedstawia epizod z walk we Włoszech nad rzeką Volturno, gdzie gracz dowodzi głównie oddziałami piechoty Wilsona i czołgami Barnesa, przy czym bohaterowie nie są w stanie dojść do porozumienia w sprawie tego, czy podjąć pościg za wycofującym się nieprzyjacielem. W siódmej misji połączone siły obydwu bohaterów toczą ciężkie boje pod Monte Cassino, w czasie których Barnes zostaje trafiony przez niemieckiego snajpera, ale z pola walki znosi go Wilson. Ósmy etap zamyka kampanię aliancką przedstawieniem bitwy pod Anzio, podczas której to Barnes ratuje Wilsona przed pewną śmiercią z ręki przyczajonego wrogiego strzelca, spłacając dług wdzięczności wobec towarzysza broni.

### Partyzanci
Kampania partyzancka rozpoczyna się we wrześniu 1943 roku, kiedy po kapitulacji Włoch dowództwo armii włoskiej wysyła Sergio de Angelisa (który dopiero tutaj staje się postacią grywalną) do okupowanej Jugosławii, aby przekazał informację o kapitulacji włoskim oddziałom okupacyjnym i umożliwił im ucieczkę do Włoch, nim te zostaną rozbrojone przez Niemców. De Angelis wykonuje zadanie współpracując z miejscowymi partyzantami jugosłowiańskimi pod wodzą Farvana „Vuka” Pondurovika. Po wycofaniu się swoich rodaków Sergio pomaga partyzantom zdobyć pobliskie niemieckie lotnisko i odlatuje z niego zdobycznym sztukasem. W drugiej misji Pondurovik otrzymuje zadanie osłaniania spotkania Randolpha Churchilla, syna brytyjskiego premiera, z przywódcą jugosłowiańskich partyzantów Josipem Broz Titą (jedyne postaci historyczne w grze). Niemcy organizują na nich obławę spadochroniarzy, ale dzięki energicznym działaniom Pondurovika ochranianym osobom udaje się uciec w bezpieczne miejsce, gdzie Churchill przekazuje partyzantom zaopatrzenie. Trzeci etap pokazuje walki partyzantów na przedpolach Belgradu tuż przed wkroczeniem Armii Czerwonej, po czym oddaje w ręce gracza radziecki oddział pancerny pod dowództwem Aleksandra Władimirowa (znanego także z Fazy pierwszej), który z powodzeniem atakuje i rozbija niemieckie wojska w jugosłowiańskiej stolicy. Czwarta misja kampanii partyzanckiej i zarazem ostatnia misja w grze rozgrywa się w końcowych dniach II wojny światowej w Europie, kiedy partyzanci Pondurovika korzystając z osłony czołgów Władimirowa wysadzają rzymski wiadukt nad rzeką Isonzo, tym samym uniemożliwiając Niemcom odwrót z Jugosławii i biorąc odwet na okupantach.

## Rozgrywka
Model rozgrywki jest niemal identyczny jak w pierwszej części serii. Gracz wciela się w dowódcę polowego z czasów II wojny światowej, który kieruje niewielkimi siłami, obserwując pole walki z lotu ptaka. Na jednostki oddane pod kontrolę gracza składają się oddziały piechoty uzbrojone w różne rodzaje broni osobistej i zespołowej (karabiny, pistolety maszynowe, karabiny maszynowe, karabiny snajperskie, miotacze płomieni, granatniki przeciwpancerne, czy moździerze), wojska pancerne, artyleria oraz jednostki wsparcia. W większości misji dysponuje także ograniczonym wsparciem powietrznym. W każdej misji gracz ma do wykonania kilka przewidzianych przez twórców zadań głównych, z których część jest dostępna od razu, a inne pojawiają się w trakcie misji, wraz z rozwojem sytuacji na polu bitwy. Gracz otrzymuje do wykonania takie rozkazy, jak: zajęcie pozycji wroga, obrona własnych pozycji, zniszczenie sprzętu wroga, czy osłanianie sojuszniczych jednostek. Dostępne są również cele poboczne, których wykonanie nie jest koniecznie do ukończenia misji, a także cele ukryte, o których gracz jest informowany dopiero po ich wykonaniu.
W Fazie drugiej pojawiło się kilka nowych opcji względem części pierwszej. W misjach nocnych możliwe jest włączenie reflektorów w pojazdach, co poprawia zasięg widzenia ich załóg, ale też zwiększa prawdopodobieństwo ich wykrycia przez wroga. Można też zrzucać z powietrza zasobniki, które służą jako polowa wersja magazynów. Gracz ma też do wyboru nowe modele pojazdów wojskowych, przede wszystkim włoskie, takie jak czołg M13/40, działo samobieżne Semovente da 75/18, czy samochód pancerny Autoblindo 41, ale także brytyjski czołg Churchill Crocodile w wersji specjalnej z miotaczem płomieni zamiast działa i amerykański M3 Grant.
Do gry został dołączony edytor misji.

## Odbiór
Gra Codename: Panzers – Faza druga zdobyła szacunek graczy i recenzentów, uzyskując średnią z ocen 80/100 w serwisie Metacritic. Polski serwis o grach komputerowych Gry-Online przyznał jej ocenę 7.8/10.